# Stoottoon en sleeptoon

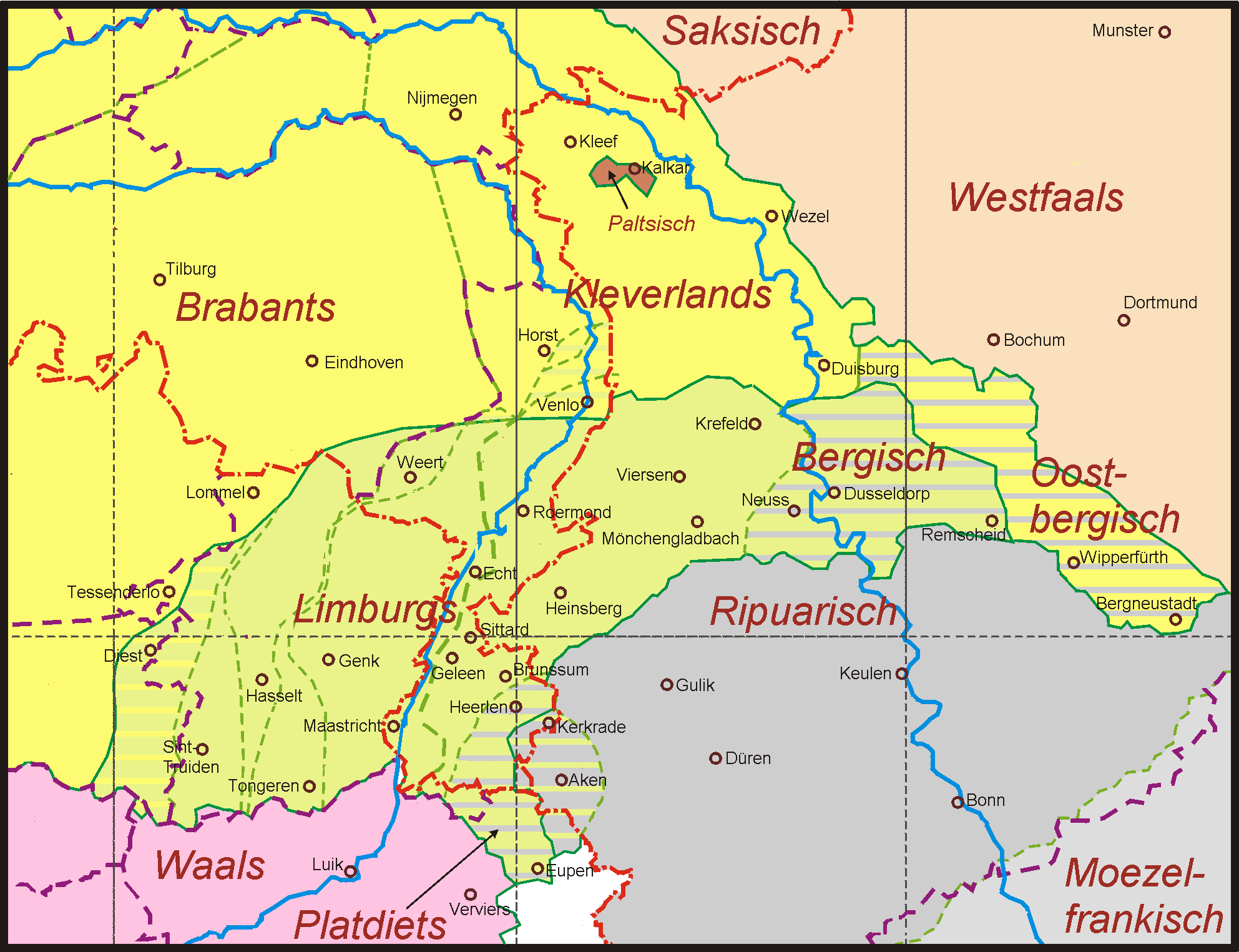
HET LIMBURGS TAALLANDSCHAP
Het zuidelijk Maas-Rijnlandse (Limburgs-Nederrijnse) dialectcontinuüm

Stoottoon en sleeptoon zijn de traditionele namen uit de fonologie voor de twee tonen die gebruikt worden om woorden van elkaar te onderscheiden. Andere termen die wel gebruikt worden zijn respectievelijk hoge toon en valtoon en accent 1 en accent 2.

## Fonetiek
Het meest kenmerkende fonetische verschil tussen stoot- en sleeptoon is het toonverloop van de zogenoemde grondtoon van het spraaksignaal.

## Het gebruik van tonen in Limburgse dialecten

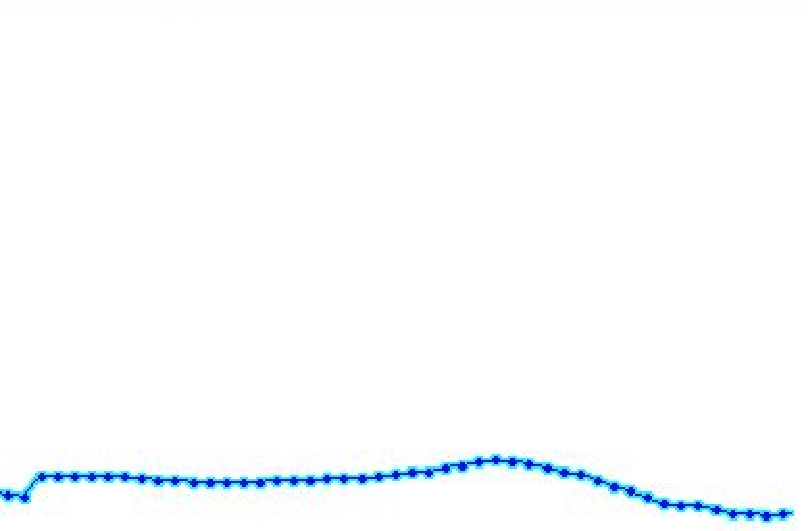
Tooncontour in sleeptoon

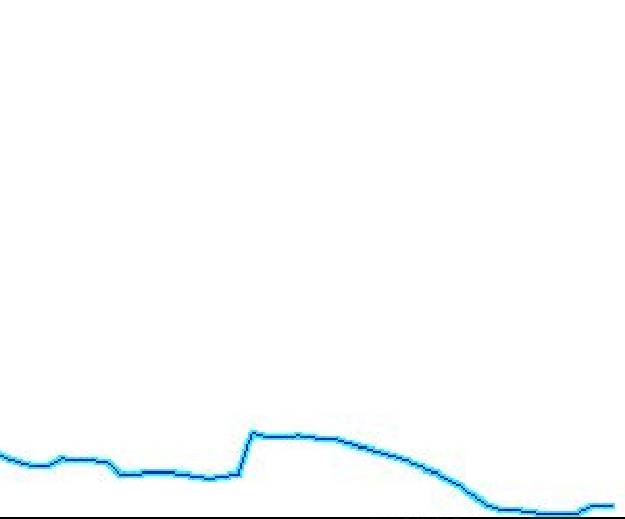
Tooncontour in valtoon

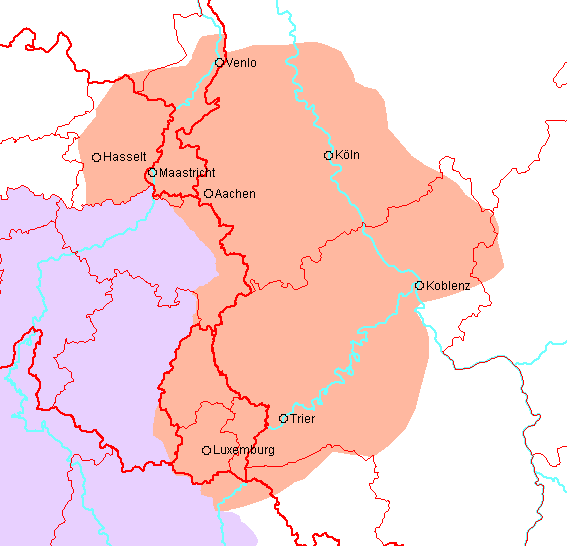
Verbreiding van tonaliteit (oranje) in de Benelux en Duitsland

Onder andere veel Limburgse dialecten maken gebruik van verschillen in toonhoogte om een verschil in betekenis uit te drukken. Het Limburgse woord bein kan bijvoorbeeld zowel 'been' (enkelvoud) als 'benen' (meervoud) betekenen. De klinkers en de medeklinkers zijn precies hetzelfde, alleen de toonhoogte waarop ze worden uitgesproken verschilt: het enkelvoud heeft een sleeptoon, het meervoud een stoottoon. 
Zoals op bijgaande afbeeldingen is te zien (gemaakt van metingen van het woord bal = 'rond voorwerp' en bal = 'partijtje' in het dialect van Roermond) gaat in de valtoon de toon duidelijk omlaag, terwijl deze in de sleeptoon op gelijke hoogte blijft.
Overigens wordt het verschil tussen de twee tonen in andere Limburgse dialecten op een andere manier gemaakt. Zo is bekend dat het belangrijkste fonetische verschil tussen de twee tonen in het Maastrichts is dat de sleeptoon langer is dan de valtoon.
Met de toonverschillen gaan in sommige gevallen ook andere verschillen gepaard, bijvoorbeeld in de kwaliteit van de klinkers. In het Sittards zijn bijvoorbeeld de klinkers die stoottoon hadden geworden tot tweeklanken (ee werd ei). In het Maastrichts gebeurde hier en daar iets soortgelijks: een ie en een uu met een stoottoon werden vaak een ij resp. ui, terwijl de klinkers met sleeptoon intact bleven. Zodoende kent men daar iech sjrief, diech sjrijfs, heer sjrif ("ik schrijf - jij schrijft - hij schrijft") en kruus - kruiske ("kruis - kruisje").
In de spelling van het Limburgs worden zowel stoot als sleeptoon hetzelfde geschreven, met als uitzondering het Weerts, waar de sleeptoon een accent circonflex krijgt: â, aâ, ê, eê, eû, î, iê, ô, oê, oô, û en uû.

## Ontstaan
Over de vraag hoe de toonverschillen in Limburg zijn ontstaan, doen verschillende theorieën de ronde. Vaak wordt aangenomen dat er een verband is met de zogenoemde sjwa-afval in de middeleeuwen, waar woorden als kinne werden tot kin. Om het effect van de lengte die de sjwa bijdroeg te behouden zouden deze woorden zijn gerealiseerd met een stoottoon. Oncontroversieel is deze opvatting echter niet.

## Onderzoek
Limburgse tonen trekken al lange tijd de aandacht van Nederlandse taalwetenschappers en dialectologen. In de jaren dertig deden verschillende Limburgse studenten in Nijmegen onder leiding van prof. Jac. van Ginneken onderzoek naar het verschijnsel, onder wie  de in de oorlog omgekomen Willy Dols.  Nog steeds wordt er onderzoek naar tonen gedaan op onder meer de universiteiten van Nijmegen (Fournier et al.), Leuven en aan het Meertens Instituut.